# Ferruccio Busoni
Dante Michelangelo Benvenuto Ferruccio Busoni, född 1 april 1866 i Empoli, Florens, Italien av italienska föräldrar, död 27 juli 1924 i Berlin, Tyskland, kosmopolitisk tonsättare, pianist och pedagog. Han var verksam i Finland, USA, Schweiz, Tyskland med flera länder.

## Biografi
Busoni var en av den musikaliska neoklassicismens främsta företrädare, både musikaliskt och teoretiskt. Han grundade en egen riktning, som han kallade "Junge Klassizität". I den teoretiska skriften Entwurf einer neuen Ästhetik der Tonkunst beskriver han grunddragen i denna.
Värt att notera är att Busoni skrev både sina teoretiska skrifter och libretton till sina egna operor på tyska, trots att italienska var hans modersmål. 
Vissa av hans transkriptioner av stora mästares verk har av kritiker kallats ”formidabla”.
Busoni gifte sig i september 1890 med den svenskfödda pianisten Gerda Sjöstrand, dotter till skulptören Carl Eneas Sjöstrand.

## Verkförteckning  (urval)

### Operor
- Die Brautwahl  (1911)
- Turandot  (1917)
- Arlecchino  (1917)
- Doktor Faust  fullbordad av Philipp Jarnach (1925)

### Orkesterverk
- Pianokonsert  för piano, orkester och manskör  (1904)
- Turandot  svit för orkester  (1904)

### Pianoverk
- Fantasia Contrappuntistica  (1910) som delvis bygger på Johann Sebastian Bachs Kunst der Fuge
- Pianosonatin nr 6 (1920)
- Italienisk dagbok  (Italienisches Tagebuch)